# Olympische Sommerspiele 2020/Schwimmen – 200 m Schmetterling (Frauen)
Der Wettkampf im 200-Meter-Schmetterlingsschwimmen der Frauen bei den Olympischen Spielen 2020 in Tokio wurde vom 27. bis 29. Juli 2021 im Tokyo Aquatics Centre ausgetragen.
Es fanden drei Vorläufe statt. Die 16 schnellsten Schwimmerinnen aller Vorläufe qualifizierten sich für zwei Halbfinals. Für das Finale qualifizierten sich die acht zeitschnellsten Schwimmerinnen beider Halbfinals.
Da Katinka Hosszú vor den Vorläufen abmeldete, hätten nach Regelwerk die Vorläufe ausfallen können und die verbliebenen 16 Schwimmerinnen direkt im Halbfinale starten können. Es wurde aber entschieden beim ursprünglich geplanten Modus zu bleiben.
Abkürzungen: 
 WR = Weltrekord, OR = olympischer Rekord, AS = asiatischer Rekord, NR = nationaler Rekord, PB = persönliche Bestleistung, JWB = Jahresweltbestzeit

## Rekorde
Vor Beginn der Olympischen Spiele waren folgende Rekorde gültig.
| Weltrekord         | Liu Zige     | 2:01,81 s | Jinan, China                   | 21. Oktober 2009 |
| Olympischer Rekord | Jiao Liuyang | 2:04,06 s | London, Vereinigtes Königreich | 1. August 2012   |

Während der Olympischen Spiele wurde folgender Rekord gebrochen:
| Olympischer Rekord | Zhang Yufei | 2:03,86 min | Tokio, Japan | 29. Juli 2021 |

## Vorläufe
Dienstag, 27. Juli 2021, 12:25 Uhr MESZ
 

### Vorlauf 1
| Platz | Bahn | Schwimmerin         | Nation             | Zeit        | Anmerkung |
| ----- | ---- | ------------------- | ------------------ | ----------- | --------- |
| 1     | 5    | Yu Liyan            | China              | 2:08,36 min |           |
| 2     | 4    | Regan Smith         | Vereinigte Staaten | 2:08,46 min |           |
| 3     | 6    | Swetlana Tschimrowa | ROC                | 2:08,84 min |           |
| 4     | 2    | Defne Taçyıldız     | Türkei             | 2:10,00 min |           |
| 5     | 3    | Suzuka Hasegawa     | Japan              | 2:10,43 min |           |

### Vorlauf 2
| Platz | Bahn | Schwimmerin       | Nation             | Zeit        | Anmerkung |
| ----- | ---- | ----------------- | ------------------ | ----------- | --------- |
| 1     | 4    | Hali Flickinger   | Vereinigte Staaten | 2:08,31 min |           |
| 2     | 6    | Alys Thomas       | Großbritannien     | 2:09,06 min |           |
| 3     | 3    | Brianna Throssell | Australien         | 2:09,34 min |           |
| 4     | 2    | Helena Bach       | Dänemark           | 2:09,37 min |           |
| 5     | 7    | Julimar Ávila     | Honduras           | 2:15,36 min |           |
|       | 5    | Katinka Hosszú    | Ungarn             | DNS         |           |

### Vorlauf 3
| Platz | Bahn | Schwimmerin      | Nation         | Zeit        | Anmerkung |
| ----- | ---- | ---------------- | -------------- | ----------- | --------- |
| 1     | 4    | Zhang Yufei      | China          | 2:07,50 min |           |
| 2     | 5    | Boglárka Kapás   | Ungarn         | 2:08,58 min |           |
| 3     | 3    | Laura Stephens   | Großbritannien | 2:09,00 min |           |
| 4     | 6    | Franziska Hentke | Deutschland    | 2:09,98 min |           |
| 5     | 2    | Ana Montero      | Portugal       | 2:11,45 min |           |
| 6     | 7    | Remedy Rule      | Philippinen    | 2:12,23 min |           |

### Zusammenfassung
| Platz | Vorlauf | Bahn | Schwimmerin         | Nation             | Zeit        | Anmerkung |
| ----- | ------- | ---- | ------------------- | ------------------ | ----------- | --------- |
| 1     | 3       | 4    | Zhang Yufei         | China              | 2:07,50 min |           |
| 2     | 2       | 4    | Hali Flickinger     | Vereinigte Staaten | 2:08,31 min |           |
| 3     | 1       | 5    | Yu Liyan            | China              | 2:08,36 min |           |
| 4     | 1       | 4    | Regan Smith         | Vereinigte Staaten | 2:08,46 min |           |
| 5     | 3       | 5    | Boglárka Kapás      | Ungarn             | 2:08,58 min |           |
| 6     | 1       | 6    | Swetlana Tschimrowa | ROC                | 2:08,84 min |           |
| 7     | 3       | 3    | Laura Stephens      | Großbritannien     | 2:09,00 min |           |
| 8     | 2       | 6    | Alys Thomas         | Großbritannien     | 2:09,06 min |           |
| 9     | 2       | 3    | Brianna Throssell   | Australien         | 2:09,34 min |           |
| 10    | 2       | 2    | Helena Bach         | Dänemark           | 2:09,37 min |           |
| 11    | 3       | 6    | Franziska Hentke    | Deutschland        | 2:09,98 min |           |
| 12    | 1       | 2    | Defne Taçyıldız     | Türkei             | 2:10,00 min |           |
| 13    | 1       | 3    | Suzuka Hasegawa     | Japan              | 2:10,43 min |           |
| 14    | 3       | 2    | Ana Montero         | Portugal           | 2:11,45 min |           |
| 15    | 3       | 7    | Remedy Rule         | Philippinen        | 2:12,23 min |           |
| 16    | 2       | 7    | Julimar Ávila       | Honduras           | 2:15,36 min |           |
|       | 2       | 5    | Katinka Hosszú      | Ungarn             | DNS         |           |

## Halbfinale
Mittwoch, 28. Juli 2021, 3:57 Uhr MESZ
 

### Halbfinale 1
| Platz | Bahn | Schwimmerin         | Nation             | Zeit        | Anmerkung |
| ----- | ---- | ------------------- | ------------------ | ----------- | --------- |
| 1     | 4    | Hali Flickinger     | Vereinigte Staaten | 2:06,23 min |           |
| 2     | 5    | Regan Smith         | Vereinigte Staaten | 2:06,64 min |           |
| 3     | 3    | Swetlana Tschimrowa | ROC                | 2:08,62 min |           |
| 4     | 6    | Alys Thomas         | Großbritannien     | 2:09,07 min |           |
| 5     | 1    | Ana Montero         | Portugal           | 2:09,82 min |           |
| 6     | 2    | Helena Bach         | Dänemark           | 2:10,05 min |           |
| 7     | 7    | Defne Taçyıldız     | Türkei             | 2:11,27 min |           |
| 8     | 8    | Julimar Ávila       | Honduras           | 2:16,38 min |           |

### Halbfinale 2
| Platz | Bahn | Schwimmerin       | Nation         | Zeit        | Anmerkung |
| ----- | ---- | ----------------- | -------------- | ----------- | --------- |
| 1     | 4    | Zhang Yufei       | China          | 2:04,89 min |           |
| 2     | 3    | Boglárka Kapás    | Ungarn         | 2:06,59 min |           |
| 3     | 5    | Yu Liyan          | China          | 2:07,04 min |           |
| 4     | 2    | Brianna Throssell | Australien     | 2:08,41 min |           |
| 5     | 1    | Suzuka Hasegawa   | Japan          | 2:09,42 min |           |
| 6     | 6    | Laura Stephens    | Großbritannien | 2:09,49 min |           |
| 7     | 7    | Franziska Hentke  | Deutschland    | 2:10,89 min |           |
| 8     | 8    | Remedy Rule       | Philippinen    | 2:12,89 min |           |

### Zusammenfassung
| Platz | Vorlauf | Bahn | Schwimmerin         | Nation             | Zeit        | Anmerkung |
| ----- | ------- | ---- | ------------------- | ------------------ | ----------- | --------- |
| 1     | 2       | 4    | Zhang Yufei         | China              | 2:04,89 min |           |
| 2     | 1       | 4    | Hali Flickinger     | Vereinigte Staaten | 2:06,23 min |           |
| 3     | 2       | 3    | Boglárka Kapás      | Ungarn             | 2:06,59 min |           |
| 4     | 1       | 5    | Regan Smith         | Vereinigte Staaten | 2:06,64 min |           |
| 5     | 2       | 5    | Yu Liyan            | China              | 2:07,04 min |           |
| 6     | 2       | 2    | Brianna Throssell   | Australien         | 2:08,41 min |           |
| 7     | 1       | 3    | Swetlana Tschimrowa | ROC                | 2:08,62 min |           |
| 8     | 1       | 6    | Alys Thomas         | Großbritannien     | 2:09,07 min |           |
| 9     | 2       | 1    | Suzuka Hasegawa     | Japan              | 2:09,42 min |           |
| 10    | 2       | 6    | Laura Stephens      | Großbritannien     | 2:09,49 min |           |
| 11    | 1       | 1    | Ana Montero         | Portugal           | 2:09,82 min |           |
| 12    | 1       | 2    | Helena Bach         | Dänemark           | 2:10,05 min |           |
| 13    | 2       | 7    | Franziska Hentke    | Deutschland        | 2:10,89 min |           |
| 14    | 1       | 7    | Defne Taçyıldız     | Türkei             | 2:11,27 min |           |
| 15    | 2       | 8    | Remedy Rule         | Philippinen        | 2:12,89 min |           |
| 16    | 1       | 8    | Julimar Ávila       | Honduras           | 2:16,38 min |           |

## Finale
Donnerstag, 29. Juli 2021, 4:28 Uhr MESZ

| Platz | Bahn | Schwimmerin         | Nation             | Zeit        | Anmerkung |
| ----- | ---- | ------------------- | ------------------ | ----------- | --------- |
| 1     | 4    | Zhang Yufei         | China              | 2:03,86 min | OR        |
| 2     | 6    | Regan Smith         | Vereinigte Staaten | 2:05,30 min |           |
| 3     | 5    | Hali Flickinger     | Vereinigte Staaten | 2:05,65 min |           |
| 4     | 3    | Boglárka Kapás      | Ungarn             | 2:06,53 min |           |
| 5     | 1    | Swetlana Tschimrowa | ROC                | 2:07,70 min |           |
| 6     | 2    | Yu Liyan            | China              | 2:07,85 min |           |
| 7     | 8    | Alys Thomas         | Großbritannien     | 2:07,90 min |           |
| 8     | 7    | Brianna Throssell   | Australien         | 2:09,48 min |           |